# Diederik van Weel
Diederik David (Diederik) van Weel (Baarn, 28 september 1973) speelde 61 officiële interlands (0 doelpunten) voor de Nederlandse hockeyploeg.
Zijn debuut maakte de verdediger op 17 augustus 1998 in de oefeninterland Nederland-Argentinië (1-4) in Alkmaar. Vier jaar later, bij het WK hockey in Maleisië speelde Dee zijn laatste interland: Nederland-Zuid-Korea (2-1) op 9 maart 2002.
Van Weel speelde jarenlang voor HC Bloemendaal, totdat hij in de zomer van 2002 verkaste naar de club waar hij ooit begon: Laren. Met die club dwong hij als aanvoerder promotie af naar de hoofdklasse in het voorjaar van 2003. Twee jaar later nam hij afscheid van het hoogste niveau.
Op 22 april 2024 werd bekend dat Van Weel met ingang van het seizoen 2024-2025 de hoofdcoach wordt van HDM Dames 1.

## Internationale erelijst
| JAAR | TOERNOOI               | PLAATS                 | RESULTAAT     |
| ---- | ---------------------- | ---------------------- | ------------- |
| 1999 | Champions Trophy       | Brisbane, Australië    | Derde plaats  |
|      | Europees kampioenschap | Padova, Italië         | Tweede plaats |
| 2000 | Champions Trophy       | Amstelveen, Nederland  | Eerste plaats |
|      | Olympische Spelen      | Sydney, Australië      | Eerste plaats |
| 2001 | Champions Trophy       | Rotterdam, Nederland   | Derde plaats  |
| 2002 | Wereldkampioenschap    | Kuala Lumpur, Maleisië | Derde plaats  |

Jacques Brinkman · 
Jaap-Derk Buma · 
Jeroen Delmee · 
Marten Eikelboom · 
Piet-Hein Geeris · 
Ronald Jansen · 
Erik Jazet · 
Bram Lomans · 
Teun de Nooijer · 
Wouter van Pelt · 
Stephan Veen · 
Guus Vogels · 
Diederik van Weel · 
Sander van der Weide · 
Remco van Wijk · 
Peter Windt ·
Coach: Maurits Hendriks